# Fußball-Weltmeisterschaft 1990/Statistik
Dieser Artikel gibt einen Überblick über die Rekorde und Statistiken zur Fußball-Weltmeisterschaft 1990.

## Abschlusstabelle WM 1990
Die folgende Rangliste berücksichtigt die Kriterien der FIFA.
| Rang | Mannschaft                       | Spiele | Siege | Unentschieden | Niederlagen | Tore | Tordifferenz | Punkte |
| ---- | -------------------------------- | ------ | ----- | ------------- | ----------- | ---- | ------------ | ------ |
| 1    | BR Deutschland                   | 7      | 5     | 2             | 0           | 15:5 | +10          | 12:2   |
| 2    | Argentinien                      | 7      | 2     | 3             | 2           | 5:4  | +1           | 7:7    |
| 3    | Italien                          | 7      | 6     | 1             | 0           | 10:2 | +8           | 13:1   |
| 4    | England                          | 7      | 3     | 3             | 1           | 8:6  | +2           | 9:5    |
| 5    | Jugoslawien                      | 5      | 3     | 1             | 1           | 8:5  | +3           | 7:3    |
| 6    | Tschechoslowakei                 | 5      | 3     | 0             | 2           | 10:5 | +5           | 6:4    |
| 7    | Kamerun                          | 5      | 3     | 0             | 2           | 7:9  | −1           | 6:4    |
| 8    | Irland (E)                       | 5      | 0     | 4             | 1           | 2:3  | −1           | 4:6    |
| 9    | Brasilien                        | 4      | 3     | 0             | 1           | 4:2  | +2           | 6:2    |
| 10   | Spanien                          | 4      | 2     | 1             | 1           | 6:4  | +3           | 5:3    |
| 11   | Belgien                          | 4      | 2     | 0             | 2           | 6:4  | +2           | 4:4    |
| 12   | Rumänien                         | 4      | 1     | 2             | 1           | 4:3  | +1           | 4:4    |
| 13   | Costa Rica (E)                   | 4      | 2     | 0             | 2           | 4:6  | −2           | 4:4    |
| 14   | Kolumbien                        | 4      | 1     | 1             | 2           | 4:4  | ±0           | 3:5    |
| 15   | Niederlande                      | 4      | 0     | 3             | 1           | 3:4  | −1           | 3:5    |
| 16   | Uruguay                          | 4      | 1     | 1             | 2           | 2:5  | −3           | 3:5    |
| 17   | Sowjetunion                      | 3      | 1     | 0             | 2           | 4:4  | ±0           | 2:4    |
| 18   | Österreich                       | 3      | 1     | 0             | 2           | 2:3  | −1           | 2:4    |
|      | Schottland                       | 3      | 1     | 0             | 2           | 2:3  | −1           | 2:4    |
| 20   | Ägypten                          | 3      | 0     | 2             | 1           | 1:2  | −1           | 2:4    |
| 21   | Schweden                         | 3      | 0     | 0             | 3           | 3:6  | −3           | 0:6    |
| 22   | Südkorea                         | 3      | 0     | 0             | 3           | 1:6  | −5           | 0:6    |
| 23   | Vereinigte Staaten               | 3      | 0     | 0             | 3           | 2:8  | −6           | 0:6    |
| 24   | Vereinigte Arabische Emirate (E) | 3      | 0     | 0             | 3           | 2:11 | −9           | 0:6    |

Anmerkungen:
- Entscheidend für die Reihenfolge nach FIFA-Kriterien ist zunächst die erreichte Runde (Sieger, Finalist, Dritter, Vierter, Viertelfinale, Achtelfinale, Vorrunde). Ist die erreichte Runde gleich, entscheiden der Reihe nach die Zahl der Punkte, die Tordifferenz, die Zahl der geschossenen Tore und der direkte Vergleich. In der Verlängerung entschiedene Spiele wurden mit dem Ergebnis nach 120 Minute gewertet. Im Elfmeterschießen erzielte Tore wurden nicht berücksichtigt, das Spiel wurde als Remis gewertet.[1]
- (E) = Erstteilnehmer

## Spieler
- Jüngster Teilnehmer: Chris Henderson (USA) mit 19 Jahren (ohne Einsatz)
- Ältester Teilnehmer: Peter Shilton (England) mit 40 Jahren (7 Einsätze)
- Peter Shilton überbot mit 10 Spielen ohne Gegentor (1982 bis 1990) den Rekord von Sepp Maier und Émerson Leão (Brasilien), die zuvor in je acht Spielen keine Tore kassieren mussten
- Walter Zenga (Italien) überbot mit 517 Spielminuten in Folge ohne Gegentor den von Shilton von 1982 bis 1986 aufgestellten Rekord von 501 Minuten
- Sergio Goycochea (Argentinien) stellte den Rekord von  Toni Schumacher mit vier gehaltenen Elfmetern in Elfmeterschießen ein, wofür Schumacher aber zwei WM-Teilnahmen benötigte
- Diego Maradona ist der einzige Spieler, der in zwei Finals (1986 und 1990) je eine Gelbe Karte erhielt.
- Pedro Monzón und Gustavo Dezotti (Argentinien) erhielten als erste Spieler im Finale die Rote Karte

## Torschützen
- Erster Torschütze: François Omam-Biyik (Kamerun) in der 67. Minute des Eröffnungsspiels gegen Titelverteidiger Argentinien
- Schnellster Torschütze: Safet Sušić (Jugoslawien) in der 5. Minute des Spiels gegen die Vereinigten Arabischen Emirate
- Jüngster Torschütze: Rónald González Brenes (Costa Rica) mit 19 Jahren
- Ältester Torschütze: Roger Milla (Kamerun) mit 38 Jahren
- Johnny Ekström (Schweden) erzielte bei der 1:2-Niederlage gegen Costa-Rica das 1400. WM-Tor

### Die besten Torschützen
| Rang | Spieler             | Tore |
| ---- | ------------------- | ---- |
| 1    | Salvatore Schillaci | 6    |
| 2    | Tomáš Skuhravý      | 5    |
| 3    | Gary Lineker        | 4    |
|      | Lothar Matthäus     | 4    |
|      | Roger Milla         | 4    |
|      | Míchel              | 4    |
| 7    | Andreas Brehme      | 3    |
|      | Jürgen Klinsmann    | 3    |
|      | David Platt         | 3    |
|      | Rudi Völler         | 3    |

| Rang | Spieler          | Tore |
| ---- | ---------------- | ---- |
| 11   | Roberto Baggio   | 2    |
|      | Gavril Balint    | 2    |
|      | Michal Bílek     | 2    |
|      | Claudio Caniggia | 2    |
|      | Careca           | 2    |
|      | Davor Jozić      | 2    |
|      | Marius Lăcătuș   | 2    |
|      | Müller           | 2    |
|      | Darko Pančev     | 2    |
|      | Bernardo Redín   | 2    |
|      | Dragan Stojković | 2    |

Darüber hinaus gab es 54 Spieler mit einem Treffer.

## Trainer
- Jüngster Trainer: Sebastião Lazaroni (Brasilien) mit 39 Jahren
- Costa Rica, Irland, Kamerun und die VAE wurden von einem ausländischen Trainer betreut, dem Jugoslawen Bora Milutinović, dem Engländer Jack Charlton, dem Sowjetrussen Waleri Nepomnjaschtschi und dem Brasilianer Carlos Alberto Parreira.

## Schiedsrichter
- Edgardo Codesal Méndez (Mexiko) ist der erste Schiedsrichter, der im WM-Finale einem Spieler (Pedro Monzón) die Rote Karte zeigte. Zudem verwies er im selben Spiel Gustavo Dezotti als ersten Spieler wegen einer Tätlichkeit im Finale des Feldes.

## Qualifikation
- Für diese WM hatten sich 112 Mannschaften gemeldet, neun Mannschaften weniger als vier Jahre zuvor.
- Es war die letzte WM vor der sich im WM-Jahr bereits abzeichnenden Umwälzung in Osteuropa, wodurch viele neue Nationalmannschaften entstanden. So nahmen Jugoslawien, die Tschechoslowakei und die UdSSR letztmals als Ganzes teil und die DDR trat noch im WM-Jahr der Bundesrepublik Deutschland bei.
- Italien als Gastgeber und Argentinien als Titelverteidiger waren automatisch qualifiziert.
- Mexiko, Gastgeber der vorherigen WM, wurde von der FIFA gesperrt, nachdem dem mexikanischen Fußballverband nachgewiesen worden war, die Geburtsdaten von einigen Spielern für die Qualifikation zur U20-WM 1989 manipuliert zu haben.
- In Europa waren die Gruppenzweiten der Fünfergruppen direkt qualifiziert, von den drei Gruppenzweiten der Vierergruppen nur die beiden besten Mannschaften, wodurch sich Deutschland und England qualifizierten, aber Dänemark die Endrunde verpasste.
- Da Argentinien als Weltmeister automatisch qualifiziert war, spielten in Südamerika die restlichen neun CONMEBOL-Mitglieder in drei Gruppen. Die  beiden besten Gruppensieger waren direkt qualifiziert, der drittbeste Gruppensieger spielte in Play-offs gegen den Ozeanien-Sieger Israel, das letztmals in der Ozeanien-Gruppe spielte.
- In Asien verzichteten Bahrain und der Südjemen.
- In Afrika verzichteten Lesotho, Ruanda und Togo in der ersten Runde, Libyen zog nach einer Niederlage in der zweiten Runde zurück. Ägypten, 1938 erster afrikanischer WM-Teilnehmer, und Kamerun, erstmals 1982 dabei, konnten sich zum zweiten Mal qualifizieren.

## Besonderheiten
- Der Modus blieb gegenüber der vorherigen WM unverändert.
- Argentinien schaffte es als einer der besten Gruppendritten bis ins Finale.
- Zum bisher einzigen Mal standen die beiden Finalisten der vorherigen WM wieder im Finale, wodurch es gleichzeitig die erste Finalpaarungswiederholung war.
- Für Deutschland war es als erste Mannschaft die dritte Finalteilnahme in Folge.
- Deutschland konnte als erste europäische Mannschaft im Finale gegen eine südamerikanische Mannschaft gewinnen.
- Durch den Titelgewinn gab es mit Brasilien, Deutschland und Italien drei Rekordweltmeister mit drei WM-Titeln.
- Deutschland bestritt als erste Mannschaft das dritte WM-Elfmeterschießen.
- Argentinien musste als erste Mannschaft bei einer WM zwei Elfmeterschießen bestreiten.
- Franz Beckenbauer wurde als erster Mannschaftskapitän (1974) und Teamchef Weltmeister. Mário Zagallo hatte zwar als Trainer 1970 sowie als Spieler 1958 und 1962 den WM-Titel errungen, aber nicht als Mannschaftskapitän.
- Mit 16 Roten Karten wurde ein neuer Negativrekord aufgestellt, der absolut aber acht Jahre später übertroffen wurde, relativ mit 0,31 pro Spiel aber weiterhin besteht.
- Auch mit 2,21 Toren pro Spiel wurde ein neuer noch bestehender Negativrekord aufgestellt. Auch die absolute Zahl von 115 ist der niedrigste Wert seit mehr als 16 Mannschaften teilnehmen.
- Mit Italien kassierte erstmals der Gastgeber die wenigsten Gegentore (2 in 7 Spielen). Brasilien und Ägypten kassierten ebenfalls nur zwei Gegentore, bestritten aber weniger Spiele (4 bzw. 3).
- Italien blieb auch als erste Mannschaft in fünf Spielen in Folge ohne Gegentor.
- Italien wurde als erster ungeschlagener Gastgeber mit sieben Spielen nicht Weltmeister, das Finale wurde durch eine Niederlage im Elfmeterschießen im Halbfinale verpasst.
- Italien überbot auch mit 12 WM-Heimspielen den vier Jahre zuvor von Mexiko aufgestellten Rekord von 9 WM-Heimspielen.
- Deutschland stellte mit dem 4:1 im Auftaktspiel die Rekorde von Brasilien (1938, 1950, 1954 und 1970) und Ungarn (1934, 1938, 1954 und 1982) mit vier Auftaktspielen mit vier oder mehr Toren ein. Während Brasilien und Ungarn aber noch in keinem weiteren Auftaktspiel vier oder mehr Tore erzielen konnten, gelang dies Deutschland auch 2002, 2006, 2010 und 2014.
- Mit vier Elfmeterschießen wurde der bis heute bestehende Höchstwert aufgestellt, der nur 2006, 2014 und 2018 eingestellt wurde
- Argentinien ist der bisher einzige Finalist, der mit weniger als 1 Tor/Spiel das Finale erreichte (0,83).
- Deutschland wurde als erste Mannschaft Weltmeister, ohne im Finale ein Gegentor zu kassieren und damit war Argentinien der erste Finalist, der im Endspiel kein Tor erzielen konnte.
- Bei dieser WM gab es den größten relativen Unterschied zwischen den beiden Finalisten auf dem Weg ins Finale zugunsten des Weltmeisters: Deutschland schoss die 2,8-fache Anzahl der Tore Argentiniens.
- Argentinien ist der erste Titelverteidiger, der Vizeweltmeister wurde. Bei den beiden folgenden Turnieren wiederholte sich dies mit Brasilien.
- Deutschland konnte als erste Mannschaft im Land eines ehemaligen Weltmeisters gewinnen, was Italien umgekehrt 2006 in Deutschland und Deutschland nochmals 2014 in Brasilien gelang.
- England spielte zum fünften Mal gegen den späteren Weltmeister: 1958/Vorrunde, 1962/Viertelfinale, 1970/Vorrunde (immer Brasilien), 1986/Viertelfinale (Argentinien), 1990/Halbfinale (Deutschland).
- Die Spieler aus Argentinien erhielten im Turnier 22 Gelbe Karten, ein Negativrekord, der erst 2010 von den Niederländern eingestellt wurde. Die meisten (3) erhielt José Serrizuela.

## Fortlaufende Rangliste
| Rang | Mannschaft                       | Teilnahmen | Spiele | Siege | Unentschieden | Niederlagen | Tore   | Tordifferenz | Punkte |
| ---- | -------------------------------- | ---------- | ------ | ----- | ------------- | ----------- | ------ | ------------ | ------ |
| 1    | Brasilien (=)                    | 14         | 66     | 44    | 11            | 11          | 148:65 | +83          | 99:33  |
| 2    | BR Deutschland (=)               | 12         | 68     | 39    | 15            | 14          | 145:90 | +55          | 93:43  |
| 3    | Italien (=)                      | 12         | 54     | 31    | 13            | 10          | 90:54  | +36          | 75:31  |
| 4    | Argentinien (=)                  | 10         | 48     | 24    | 9             | 15          | 82:59  | +23          | 57:39  |
| 5    | England (=)                      | 9          | 41     | 18    | 12            | 11          | 55:38  | +17          | 48:34  |
| 6    | Uruguay (=)                      | 9          | 37     | 15    | 8             | 14          | 61:52  | +9           | 38:36  |
| 7    | Sowjetunion ↑1                   | 7          | 31     | 15    | 6             | 10          | 53:34  | +19          | 36:26  |
| 8    | Jugoslawien ↑3                   | 8          | 33     | 14    | 7             | 12          | 55:41  | +14          | 35:31  |
| 9    | Frankreich ↓2                    | 9          | 34     | 15    | 5             | 14          | 71:56  | +15          | 35:33  |
| 10   | Ungarn ↓1                        | 9          | 33     | 15    | 3             | 14          | 87:57  | +30          | 33:31  |
| 11   | Spanien ↑1                       | 8          | 32     | 13    | 7             | 12          | 43:38  | +5           | 33:31  |
| 12   | Polen ↓2                         | 5          | 25     | 13    | 5             | 7           | 39:29  | +10          | 31:19  |
| 13   | Schweden (=)                     | 8          | 31     | 11    | 6             | 14          | 51:52  | −1           | 28:34  |
| 14   | Tschechoslowakei ↑1              | 8          | 30     | 11    | 5             | 14          | 44:45  | −1           | 27:33  |
| 15   | Österreich ↓1                    | 6          | 26     | 12    | 2             | 12          | 40:43  | −3           | 26:26  |
| 16   | Niederlande (=)                  | 5          | 20     | 8     | 6             | 6           | 35:23  | +12          | 22:18  |
| 17   | Belgien ↑2                       | 8          | 25     | 7     | 4             | 14          | 33:49  | −16          | 18:32  |
| 18   | Mexiko ↓1                        | 11         | 29     | 6     | 6             | 17          | 27:64  | −37          | 18:40  |
| 19   | Chile ↓1                         | 6          | 21     | 7     | 3             | 11          | 26:32  | −6           | 17:25  |
| 20   | Schottland ↑1                    | 7          | 20     | 4     | 6             | 10          | 23:35  | −12          | 14:26  |
| 21   | Portugal ↓1                      | 2          | 9      | 6     | 0             | 3           | 19:12  | +7           | 12:6   |
| 22   | Schweiz (=)                      | 6          | 18     | 5     | 2             | 11          | 28:44  | −16          | 12:24  |
| 23   | Nordirland (=)                   | 3          | 13     | 3     | 5             | 5           | 13:23  | −10          | 11:15  |
| 24   | Peru (=)                         | 4          | 13     | 4     | 3             | 8           | 19:29  | −10          | 11:19  |
| 25   | Paraguay (=)                     | 4          | 11     | 3     | 4             | 4           | 16:25  | −9           | 10:12  |
| 26   | Kamerun ↑9                       | 2          | 8      | 3     | 3             | 2           | 8:10   | −2           | 9:7    |
| 27   | Rumänien ↑6                      | 5          | 12     | 3     | 3             | 6           | 16:20  | −4           | 9:15   |
| 28   | Dänemark ↓2                      | 1          | 4      | 3     | 0             | 1           | 10:6   | +4           | 6:2    |
| 29   | DDR ↓2                           | 1          | 6      | 2     | 2             | 2           | 5:5    | ±0           | 6:6    |
| 30   | Vereinigte Staaten ↓2            | 4          | 10     | 3     | 0             | 7           | 14:29  | −15          | 6:14   |
| 31   | Bulgarien ↓2                     | 5          | 16     | 0     | 6             | 10          | 11:35  | −24          | 6:26   |
| 32   | Wales ↓2                         | 1          | 5      | 1     | 3             | 1           | 4:4    | ±0           | 5:5    |
| 33   | Algerien ↓2                      | 2          | 6      | 2     | 1             | 3           | 6:10   | −4           | 5:7    |
| 34   | Marokko ↓2                       | 2          | 7      | 1     | 3             | 3           | 5:8    | −3           | 5:9    |
| 35   | Costa Rica (N)                   | 1          | 4      | 2     | 0             | 2           | 4:6    | −2           | 4:4    |
| 36   | Irland (N)                       | 1          | 5      | 0     | 4             | 1           | 2:3    | −1           | 4:6    |
| 37   | Kolumbien ↑6                     | 2          | 7      | 1     | 2             | 4           | 9:15   | −6           | 4:10   |
| 38   | Tunesien ↓4                      | 1          | 3      | 1     | 1             | 1           | 3:2    | +1           | 3:3    |
| 39   | Kuba ↓3                          | 1          | 3      | 1     | 1             | 1           | 5:12   | −7           | 3:3    |
| 40   | Nordkorea ↓3                     | 1          | 4      | 1     | 1             | 2           | 5:9    | −2           | 3:5    |
| 41   | Türkei ↓3                        | 1          | 3      | 1     | 0             | 2           | 10:11  | −1           | 2:4    |
| 42   | Honduras ↓3                      | 1          | 3      | 0     | 2             | 1           | 2:3    | −1           | 2:4    |
| 43   | Israel ↓3                        | 1          | 3      | 0     | 2             | 1           | 1:3    | −2           | 2:4    |
| 44   | Ägypten ↑3                       | 2          | 4      | 0     | 2             | 2           | 3:6    | −3           | 2:6    |
| 45   | Kuwait ↓4                        | 1          | 3      | 0     | 1             | 2           | 2:6    | −4           | 1:5    |
| 46   | Australien ↓4                    | 1          | 3      | 0     | 1             | 2           | 0:5    | −5           | 1:5    |
| 47   | Iran ↓3                          | 1          | 3      | 0     | 1             | 2           | 2:8    | −6           | 1:5    |
| 48   | Südkorea ↓3                      | 3          | 8      | 0     | 1             | 7           | 5:29   | −24          | 1:15   |
| 49   | Norwegen ↓3                      | 1          | 1      | 0     | 0             | 1           | 1:2    | −1           | 0:2    |
| 50   | Niederländisch-Indien ↓2         | 1          | 1      | 0     | 0             | 1           | 0:6    | −6           | 0:2    |
| 51   | Irak ↓2                          | 1          | 3      | 0     | 0             | 3           | 1:4    | −3           | 0:6    |
| 52   | Kanada ↓2                        | 1          | 3      | 0     | 0             | 3           | 0:5    | −5           | 0:6    |
| 53   | Vereinigte Arabische Emirate (N) | 1          | 3      | 0     | 0             | 3           | 2:11   | −9           | 0:6    |
| 54   | Neuseeland ↓3                    | 1          | 3      | 0     | 0             | 3           | 2:12   | −10          | 0:6    |
| 55   | Haiti ↓3                         | 1          | 3      | 0     | 0             | 3           | 2:14   | −12          | 0:6    |
| 56   | Zaire ↓3                         | 1          | 3      | 0     | 0             | 3           | 0:14   | −14          | 0:6    |
| 57   | Bolivien ↓3                      | 2          | 2      | 0     | 0             | 2           | 0:16   | −16          | 0:6    |
| 58   | El Salvador ↓3                   | 2          | 3      | 0     | 0             | 6           | 1:22   | −21          | 0:12   |

- Anmerkung: Kursiv gesetzte Mannschaften waren 1990 nicht dabei